# Sân bay quốc tế Phú Quốc
Sân bay quốc tế Phú Quốc (IATA: PQC, ICAO: VVPQ), tên chính thức: Cảng hàng không quốc tế Phú Quốc, là một sân bay mới được xây dựng xong giai đoạn 1 vào cuối tháng 11 năm 2012 và đã bắt đầu phục vụ các chuyến bay từ ngày 2 tháng 12 năm 2012, mã sân bay IATA và mã sân bay ICAO lấy theo mã của sân bay Phú Quốc–Đông Dương . Sân bay này tọa lạc tại xã tại Dương Tơ trên đảo Phú Quốc, Việt Nam, dự án do Tổng công ty cảng hàng không Miền Nam nay là Tổng công ty cảng hàng không Việt Nam là chủ đầu tư xây dựng với khả năng tiếp nhận máy bay thân rộng đến 4 triệu hành khách/năm. Cảng đạt tiêu chuẩn sân bay quốc tế cho các loại máy bay hiện đại hoạt động, như Boeing 777, Boeing 747–400 và tương đương. Đây là dự án sân bay quốc tế đầu tiên được triển khai tại Việt Nam theo hình thức 100% vốn đầu tư doanh nghiệp, tổng vốn đầu tư hơn 16.200 tỷ đồng và được đầu tư theo các giai đoạn. Khi đưa vào khai thác, Cảng hàng không Quốc tế Phú Quốc sẽ là cảng hàng không quốc tế thứ 3 được xây dựng tại miền Nam Việt Nam, từ ngày 2 tháng 12 năm 2012 đã thay thế hoàn toàn sân bay cũ vốn nằm cách vị trí xây dựng mới 10 km. Năm 2015, sân bay này phục vụ 1.467.043 lượt khách, 3,4 triệu lượt khách năm 2018, là sân bay có lượng khách thông qua nhiều thứ 5 tại Việt Nam.

## Vị trí địa lý
Cảng hàng không Quốc tế Phú Quốc nằm trên tọa độ quy chiếu 103°59′28″ Kinh Đông và 10°10′18″ Vĩ Bắc, được xây dựng tại xã Dương Tơ, cách trung tâm thành phố Phú Quốc khoảng 5 km về phía nam, đảo Phú Quốc, tỉnh Kiên Giang, Việt Nam với tổng diện tích quy hoạch là 904,55 ha.

## Quy mô
Cảng hàng không đầu tư xây dựng đạt tiêu chuẩn cấp 4E của Tổ chức Hàng không Dân dụng Quốc tế (ICAO), có đường hạ cất cánh 45m x 3000m, đường lăn song song 23m x 3000m, có hệ thống đường lăn tắt đáp ứng yêu cầu khai thác, đài kiểm soát không lưu, sân đậu máy bay có 6–8 vị trí đậu cho máy bay A 320– A 321 vào giờ cao điểm với diện tích 60000m2; nhà ga hành khách và đường vào nhà ga có diện tích 24.000 m², công suất phục vụ 2,65 triệu khách/năm; có trang thiết bị điều hành chỉ huy bay và các hạng mục kỹ thuật khác. Toàn bộ phần móng của lăn hạ cánh dài 7000 m, rộng 60 m.

Theo quy hoạch đến 2030, cảng hàng không quốc tế Phú Quốc có khả năng tiếp nhận 20 máy bay trong giờ cao điểm, lượng hàng hóa qua cảng là 27.600 tấn/năm, công suất 7 triệu hành khách/năm, riêng giờ cao điểm có thể đón 3.500 người.

## Định hướng phát triển
Sân bay Phú Quốc sẽ góp phần phát triển đảo Phú Quốc thành trung tâm du lịch sinh thái, nghỉ dưỡng và du lịch biển tầm cỡ khu vực và quốc tế. Cùng với sân bay quốc tế Cần Thơ, sân bay Phú Quốc sẽ giúp vùng đồng bằng sông Cửu Long kết nối trực tiếp với các thành phố trong khu vực châu Á.
Dự án nhằm đưa Phú Quốc trở thành khu kinh tế hành chính du lịch, trung tâm tài chính ngân hàng và đầu mối giao thông quan trọng giao thương quốc gia, quốc tế.

## Đầu tư
Ở thời điểm 2006, có ít nhất ba tập đoàn lớn của Mỹ, Đức và Anh đăng ký khảo sát và tham gia xây dựng. Tổng mức đầu tư xây dựng đường HCC, đường lăn gần 1.500 tỷ đồng, dự án nhà ga hành khách và các công trình phụ trợ hơn 1.567 tỷ đồng.
Tổng mức đầu tư đến năm 2020 khoảng 8.050 tỷ đồng và đến năm 2030 là 16.200 tỷ đồng. Dự án do Tổng công ty Cảng hàng không Miền Nam, nay là Tổng công ty cảng hàng không Việt Nam làm chủ đầu tư, thi công bằng 100% nguồn vốn của doanh nhiệp.

## Xây dựng
Lễ khởi công xây dựng dự án được tổ chức vào cuối tháng 11 năm 2008. Đến thời điểm tháng 8 năm 2011, các hạng mục chính như đường hạ – cất cánh, đường lăn, sân đỗ máy bay (gồm ba gói thầu) và nhà ga hành khách (gồm sáu gói thầu) đang triển khai xây dựng nước rút, chín gói thầu có khối lượng thực hiện đạt khoảng 45%. Đến tháng 12 năm 2011, tổng giá trị các gói thầu đạt 50%.
Tuy nhiên, các hệ thống cơ sở hạ tầng giao thông đồng bộ (bao gồm tuyến trục giao thông Bắc– Nam, đường vòng quanh đảo và các tuyến đường nhánh xung quanh) chưa kết nối với sân bay do thi công chậm. Nguyên nhân việc này là chính phủ rót vốn chậm so với kế hoạch, nợ khối lượng thầu của các công trình giao thông là 150 tỷ đồng. Giới chức địa phương cho biết điều này "ảnh hưởng rất lớn đến tốc độ triển khai các dự án du lịch, đầu tư cũng như thu hút du khách đến Phú Quốc". Ngoài ra hệ thống cầu và dự án cáp ngầm 110kV xuyên biển Hà Tiên – Phú Quốc cũng tiến hành trì trệ so với tốc độ xây dựng sân bay.
Công tác xây dựng giai đoạn đầu và bay hiệu chuẩn đã hoàn thành vào cuối tháng 11 năm 2012, bắt đầu hoạt động từ ngày 2 tháng 12 năm 2012 và chính thức phục vụ các chuyến bay từ ngày 2 tháng 12 năm 2012.

## Nhà ga hành khách

### Tầng trệt
Tầng trệt được bố trí phục vụ hành khách đến quốc tế và quốc nội. Sau thềm đến là đường dẫn vào sảnh chính lớn, giữa thềm ga đến bố trí cầu thang phục vụ cho hành khách và người đón tiễn đi lên khu vực sảnh đi tại lầu 1. Thềm nhà ga liên tục với sảnh đến phía trong bằng khu vực sân vườn cây xanh tạo cảm giác nhẹ nhàng, thoải mái cho hành khách khi vừa đến nhà ga. Bên trong sảnh chính, ga đến quốc tế được bố trí ở phía đông và ga đến trong nước được bố trí ở phía tây.
Khu vực xử lý phân loại hành lý đi quốc tế và trong nước được bố trí giữa tầng trệt nhà ga tiếp xúc với sân đậu máy bay thuận tiện cho vận chuyển hành lý ra máy bay, bên cạnh bố trí các phòng kỹ thuật và các khu vực phục vụ hoạt động của nhà ga.
Các khu vực chức năng phục vụ hành khách đến được bố trí hợp lý nhằm đảm bảo các yêu cầu khai thác, an ninh, an toàn: khu vực xếp hàng cho khách kiểm tra thủ tục nhập cảnh bố trí ngay sau cửa hành khách đến, sau khu vực này là khu vực băng chuyền hành lý. Tại đây, trong khi chờ lấy hành lý hành khách có thể mua sắm tại các quầy dịch vụ trước khi ra khu vực kiểm tra thủ tục hải quan. Khu vực hành lý thất lạc cũng được bố trí thuận tiện ngay sau băng chuyền hành lý đến để hành khách có thể liên hệ khi cần thiết. Sau khu vực kiểm tra hải quan, hành khách có thể gặp người thân và sử dụng các dịch vụ tại khu vực sảnh đến như đổi tiền, ăn uống, dịch vụ khách sạn, phương tiện đi lại, thông tin cần biết... trước khi rời sân bay.
Mặt bằng ga trong nước được bố trí tương tự như ga quốc tế, không có khu vực kiểm tra thủ tục nhập cảnh và thủ tục hải quan đến.

### Lầu 1
Nằm chung cao trình với đường tầng và thềm ga đi, tương tự như tầng trệt, tầng lầu được bố trí phục vụ hành khách đi quốc tế và quốc nội. Sau thềm đi là lối vào sảnh chính lớn, ga đi quốc tế được bố trí ở phía đông và ga đi trong nước được bố trí ở phía tây.
Khu vực quầy làm thủ tục hàng không được bố trí trực diện ngay sau khu vực sảnh đi, qua cửa kiểm tra an ninh hàng không tạo thuận tiện cho hành khách khi làm thủ tục. Hành lý ký gửi sẽ theo hệ thống băng chuyền xuống khu vực xử lý hành lý đi tại tầng trệt trước khi đưa ra máy bay.
Khu vực sảnh đi được bố trí ngay sau sảnh thủ tục (qua khu vực công an cửa khẩu đối với khách quốc tế), rộng rãi, tầm nhìn bao quát. Bố trí xen trong khu vực này là hệ thống dịch vụ phục vụ hành khách như gồm thức ăn nhanh, đồ uống, cửa hàng miễn thuế (đối với khách quốc tế) và hàng lưu niệm...
Qua khu vực soi chiếu, kiểm tra hành lý xách tay, hành khách sẽ vào khu vực phòng đợi trước khi xuống phòng đợi ra máy bay bằng cầu thang cuốn và thang bộ. Phòng đợi cho hành khách được bố trí rộng rãi, tầm nhìn rộng ra phía sân đậu máy bay và toàn cảnh khu bay của Cảng hàng không. Phòng phục vụ khách thương gia được bố trí ở hai đầu nhà ga nơi có tầm nhìn rộng và thuận tiện cho việc ngắm máy bay, tạo sự thoải mái và tiện nghi cho khách CIP.

## Các hãng hàng không hoạt động và điểm đến
Các chuyến bay sau bắt đầu từ ngày 2 tháng 12 năm 2012, ngày tất cả các chuyến bay tại sân bay cũ được chuyển sang sân bay này:
| Hãng hàng không      | Các điểm đến |
| -------------------- | --- |
| AirAsia              | Kuala Lumpur |
| Aero Mongolia        | Theo mùa: Ulaanbaatar |
| Azur Air             | Thuê chuyến theo mùa: Krasnoyarsk, Moscow–Vnukovo, Yekaterinburg                                                                                      |
| Asiana Airlines      | Seoul–Incheon |
| Bangkok Airways      | Băng Cốc–Suvarnabhumi |
| Eastar Jet           | Seoul–Incheon (tạm dừng) |
| Eznis Airways        | Thuê chuyến theo mùa: Ulaanbaatar |
| Greater Bay Airlines | Hồng Kông |
| Jeju Air             | Seoul–Incheon |
| Jin Air              | Seoul–Incheon |
| Korean Air           | Seoul–Incheon |
| LOT                  | Thuê chuyến theo mùa: Katowice |
| Neos                 | Theo mùa: Milan–Malpensa, Yangon |
| Okay Airways         | Nam Ninh (tạm dừng) |
| Pacific Airlines     | Thành phố Hồ Chí Minh (tạm dừng) |
| Qanot Sharq          | Thuê chuyến theo mùa: Tashkent |
| Royal Flight         | Thuê chuyến theo mùa: Irkutsk, Krasnoyarsk, Novosibirsk, Moscow, Yekaterinburg                                                                        |
| Thai VietJet Air     | Bangkok (Suvarnabhumi) |
| Thomson Airways      | Theo mùa: Helsinki |
| TUI Airways          | Theo mùa: London–Gatwick Thuê chuyến theo mùa: Copenhagen, Helsinki, Landvetter, Lulea, Oslo, Stockholm–Arlanda                                       |
| Uzbekistan Airways   | Thuê chuyến theo mùa: Tashkent |
| VietJet Air          | Busan, Đà Lạt, Đà Nẵng, Đài Bắc–Đào Viên, Hải Phòng, Hà Nội, Hồng Kông, Huế, Mumbai, New Delhi, Seoul–Incheon, Thành phố Hồ Chí Minh, Thanh Hóa, Vinh |
| Vietnam Airlines     | Hà Nội, Thành phố Hồ Chí Minh |
| Vietravel Airlines   | Hà Nội, Thành phố Hồ Chí Minh |
| World2Fly            | Thuê chuyến theo mùa: Praha |

## Chính sách vận tải hàng không
Phú Quốc được ưu tiên các vùng tự do mậu dịch hay mậu dịch tại cửa khẩu để thu hút đầu tư nước ngoài, áp dụng cơ chế thông thoáng về xuất nhập cảnh. Cụ thể như chế độ cấp thị thực nhập cảnh tại cửa khẩu cho các nhà đầu tư, kinh doanh, khách du lịch nước ngoài; miễn thị thực 15 ngày đối với khách nước ngoài.
Giới chức lãnh đạo Cục hàng không cho biết Việt Nam đang phát triển thị trường vận tải hàng không theo hướng tự do hóa, khuyến khích các hãng hàng không nước ngoài khai thác đường bay đến Việt Nam, thúc đẩy tính cạnh tranh trong nước. Một số cơ chế được áp dụng như cơ chế giảm giá thích hợp cho các hãng hàng không khai thác mới và các dịch vụ.

## Thống kê
| Năm  | Số lượt hành khách thông qua |
| ---- | ---------------------------- |
| 2013 | 685.000                      |
| 2014 | 1.001.264                    |
| 2015 | 1.467.043                    |
| 2018 | 3.200.000                    |
| 2019 | 3.700.205                    |
| 2023 | 4.234.000                    |